# 古鉄恵美子
古鉄 恵美子（こてつ えみこ、12月13日 - ）は、日本のファイナンシャル・プランナー。島根県出身。上智大学文学部卒業。

## 経歴
3歳の時に日本舞踊で初舞台を経験。15歳からクラシックギターを習い始め、高校3年時は特急で往復7時間かけてレッスンに通う。東京に師事したいギタリストがいた為、上智大学に進学。しかしギタリストが留学した為、入学後は演劇に関心が変わる。
夜に俳優養成所に通い、テレビドラマ出演を経験。そのまま俳優を目指すが体調を崩し断念。卒業後は出版社でアルバイト、派遣社員として証券会社に勤務。
知人からファイナンシャル・プランナーの存在を知り、独立系FP会社に転職。雑誌・新聞にマネー関連の記事を執筆。4年後に退社しフリーとなり、「はなまるマーケット」「JNNニュースの森」「イブニング・ファイブ」などのテレビ番組に出演する。
「はなまるマーケット」で当時タブー視されていた生命保険の見直しに関して取り上げる。視聴者の反響もあったが、雑誌の連載の打ち切り等の影響も出る。日産生命保険倒産の1997年に書籍「かしこい生命保険の選び方―危ない「会社・商品・契約」を見分ける法」を出版。
2020年3月に株式会社プルミエールを設立。それまでも個人でミュージカルの伝道師として活動していたが、法人だと幅広く活動できると考えた。

## 人物
- はなまるマーケット出演の際は「私が国内生保業界につぶされるか、業界を変えるきっかけとなるか、そのどちらかだと腹をくくって引き受けました」と話す[2]。
- 出演中は駅のホームの端を歩かないように気をつけるほどだった[2]。
- 「ミュージカルの伝道師」となったのは、舞台の魅力を、一人でも多くの人に知ってほしいと考えたから[2]。

## 著書
- 『かしこい生命保険の選び方―危ない「会社・商品・契約」を見分ける法』光文社、1997年8月25日。ISBN 9784334005979。
- 『かしこい保険の利用術―保険会社が教えない「生保・損保」の裏テクニック』光文社、1998年3月1日。ISBN 9784334006167。
- 『年金をあと10万円増やす本―50歳からの老後資金作り』光文社、1999年2月1日。ISBN 9784334972097。
- 『年収ダウンでも「プチお金持ち」で暮らす法』PHP研究所、2004年5月12日。ASIN B010DC9BDQ。

## 主な連載
- 「50代から考える医療保険」『夕刊フジ』(2018年1月)[4]
- 「自由化時代！50代から考える賢い自動車保険選び」『夕刊フジ』(2018年3月)[5]
- 「知らないと損する最新保険事情」『夕刊フジ』(2018年5月〜6月)[6]
- 「進化する「がん保険」『夕刊フジ』(2018年9月)[7]
- 「いま注目の認知症保険」『夕刊フジ』(2018年11月)[8]
- 「人生100年時代のリバースモーゲージ活用法」『夕刊フジ』(2019年2月)[9]
- 「人気上昇中！「健康増進型保険」『夕刊フジ』(2019年4月)[10]
- 「夏の旅　得マネー術」『夕刊フジ』(2019年6月)[11]
- 「秋の必読！台風被害と保険・補償」『夕刊フジ』(2019年10月)[12]
- 「今さら聞けない火災保険入門」『夕刊フジ』(2019年11月)[13]
- 「知って得するユニーク少額短期保険」『夕刊フジ』(2020年2月)[14]
- 「豪雨、土石流…災害時のリスクマネジメント」『夕刊フジ』(2021年7月)[15]

## 主なテレビ出演
- はなまるマーケット （TBS）[2]
- JNNニュースの森 （TBS）[2]
- イブニング・ファイブ （TBS）[2]